# ليتل اورسدن (كامبريدجشير)
ليتل اورسدن (بالإنجليزية: Little Eversden)‏ هي قرية و أبرشية مدنية تقع في المملكة المتحدة في إنجلترا. يقدر عدد سكانها بـ 559 نسمة .